# 鎌田弘子
鎌田 弘子（かまだ ひろこ、1931年7月24日-2017年1月22日）は、歌人、鎌倉彫作家。
東京生まれ。慶應義塾大学卒。短歌のほか、鎌倉彫作家としても活動した。

## 著書
- 『海 歌集』新星書房 塔叢書 1970
- 『母 歌集』新星書房 1970
- 『郁子と梟 歌集』短歌新聞社 1984
- 『夏の日 歌集』短歌新聞社 1985
- 『石の門 鎌田弘子歌集』短歌新聞社 1993
- 『坂の道 歌集』短歌新聞社 1995
- 『時の意味 鎌田弘子歌集』短歌新聞社 現代女流短歌全集 1996
- 『和歌の風景・美の空間』砂子屋書房 1997
- 『刀と漆の歳月 郁子と柘榴 鎌田弘子作品集』光村印刷 2001
- 『時空 歌集』短歌新聞社 2005
- 『馬奔る盃 鎌田弘子歌集』角川書店 21世紀歌人シリーズ 2006
- 『むべ 鎌田弘子歌集』短歌新聞社 新現代歌人叢書 2006
- 『連理の抄 鎌田弘子歌集』角川書店 2010